# Закон и порядок: Специальный корпус (сезон 9)
Премьера девятого сезона полицейского процедурала «Закон и порядок: Специальный корпус» состоялась 25 сентября 2007 года на американском телеканале NBC; заключительная серия сезона вышла в эфир 13 мая 2008 года. В общей сложности, девятый сезон состоял из девятнадцати эпизодов.

## Актеры и персонажи

### Основной состав
- Кристофер Мелони — детектив Эллиот Стейблер
- Маришка Харгитей — детектив Оливия Бенсон
- Ричард Белзер — сержант Джон Манч
- Дайан Нил — помощник окружного прокурора Кейси Новак
- Айс Ти — детектив Фин Тутуола
- Адам Бич — детектив Честер Лейк
- Би Ди Вонг — доктор Джордж Хуанг
- Тамара Тюни — доктор Мелинда Уорнер
- Дэнн Флорек — капитан Дон Крейген

## Эпизоды
| № общий | № в сезоне | Название                              | Режиссёр             | Автор сценария        | Дата премьеры    | Зрители в США (млн) |
| --- | ---------- | ------------------------------------- | -------------------- | --------------------- | ---------------- | ------------------- |
| 184 | 1          | «Alternate» «Альтернативные личности» | Дэвид Платт          | Нил Бэр и Дон Денун   | 25 сентября 2007 | 12,1                |
| В спецкорпус обращается психиатр, который заявляет, что её пациентка плохо обращается со своей малолетней дочерью. В квартире подозреваемой детективы находят фотографию девочки на руках у того самого психиатра. Выясняется, что женщина подверглась насилию со стороны отца в детстве и теперь в ней уживаются пять личностей, которые не подозревают о существовании друг друга. - Приглашенная звезда: Синтия Никсон |            |                                       |                      |                       |                  |                     |
| 185 | 2          | «Avatar» «Аватар»                     | Питер Лето           | Пол Греллонг          | 2 октября 2007   | 11,6                |
| В службу спасения обращается девушка, которую изнасиловал бойфренд её сестры. Парень сделал это во сне, не понимая, что происходит и психиатры подтверждают его диагноз. Детективам предстоит выяснить, куда во время изнасилования пропала сестра пострадавшей: девушка явно похищена. |            |                                       |                      |                       |                  |                     |
| 186 | 3          | «Impulsive» «Импульс»                 | Дэвид Платт          | Джонатан Грин         | 9 октября 2007   | 12,3                |
| Пятнадцатилетний юноша обвиняет свою учительницу в изнасиловании. Она, в свою очередь, обвиняет его в этом же преступлении. - Приглашенная звезда: Мелисса Джоан Харт |            |                                       |                      |                       |                  |                     |
| 187 | 4          | «Savant» «Исследователь»              | Кейт Вудс            | Джудит Маккрири       | 16 октября 2007  | 12,5                |
| На женщину совершено нападение, и единственный свидетель преступления — её дочь, больная синдромом Вильямса. Муж жертвы не имеет алиби, но работает на ФБР, которое покрывает его. - Приглашенная звезда: Эйдан Куинн |            |                                       |                      |                       |                  |                     |
| 188 | 5          | «Harm» «Вред»                         | Питер Лето           | Джош Сингер           | 23 октября 2007  | 12,3                |
| Детективы расследуют убийство молодой учительницы. Девушка работала в центре помощи беженцам из Ирака. Один из её подопечных хотел написать книгу об издевательствах, которым подвергся в тюрьме на родине. - Приглашенная звезда: Элизабет Макговерн |            |                                       |                      |                       |                  |                     |
| 189 | 6          | «Svengali» «Властитель дум»           | Дэвид Платт          | Кэм Миллер            | 6 ноября 2007    | 11,7                |
| Студентку колледжа находят жестоко убитой в шахте лифта. Почерк преступника совпадает с почерком серийного убийцы, отбывающего восемь пожизненных заключений. Детективы обнаруживают в городе массу его верных поклонников. - Приглашенные звезды: Джаред Харрис и Шеннон Вудворд |            |                                       |                      |                       |                  |                     |
| 190 | 7          | «Blinded» «Затмение»                  | Дэвид Платт          | Джонатан Грин         | 13 ноября 2007   | 12,5                |
| Известный детский писатель похищает и насилует маленьких девочек. Он болен шизофренией. Болезнь проявилась после изнасилования его младшей сестры, которому он не смог помешать. - Приглашенная звезда: Сэм Уотерстон |            |                                       |                      |                       |                  |                     |
| 191 | 8          | «Fight» «Борьба»                      | Хуан Хосе Кампанелла | Мик Бетанкорт         | 20 ноября 2007   | 11,7                |
| Расследование зверского убийства семнадцатилетней девушки приводит сыщиков в опасный мир смешанных единоборств. Прямо в участке основного подозреваемого убивает отец жертвы. - Приглашенная звезда: Адина Портер |            |                                       |                      |                       |                  |                     |
| 192 | 9          | «Paternity» «Отцовство»               | Кейт Вудс            | Аманда Грин           | 27 ноября 2007   | 12,3                |
| Трёхлетнего мальчика находят на улице в крови. Убита его няня. Пока идет расследование этого преступления, выясняется, что отец мальчика не является его биологическим отцом. Оливия и Кэти Стейблер попадают в серьезную автоаварию. Кэти рожает сына в машине скорой помощи. - Приглашенная звезда: Марк Вэлли |            |                                       |                      |                       |                  |                     |
| 193 | 10         | «Snitch» «Стукач»                     | Джонатан Каплан      | Марк Гоффман          | 4 декабря 2007   | 11,7                |
| Найдена тело четырнадцатилетней девочки из Нигерии, третьей жены взрослого мужчины. Детективы выясняют, что он главный свидетель обвинения на процессе против главаря бандитской группировки, который до смерти забил трубой мальчика. - Приглашенная звезда: Глория Рубен |            |                                       |                      |                       |                  |                     |
| 194 | 11         | «Streetwise» «Бездомные»              | Хелен Шейвер         | Пол Греллонг          | 1 января 2008    | 12,4                |
| Девушка из богатой семьи найдена в парке убитой. Через несколько дней в ломбард приходит девочка с серёжкой убитой. Детективы выходят на так называемую «семью» — сообщество бездомных детей, во главе которой стоят двое взрослых. |            |                                       |                      |                       |                  |                     |
| 195 | 12         | «Signature» «Подпись»                 | Артур У. Форни       | Джудит Маккрири       | 8 января 2008    | 15,2                |
| Совершено двойное убийство: мужчина убит выстрелом в голову, а женщину перед убийством долго пытали. Бенсон начинает сотрудничать с агентом ФБР, которая занимается отслеживанием серийного маньяка. - Приглашенная звезда: Эрика Кристенсен |            |                                       |                      |                       |                  |                     |
| 196 | 13         | «Unorthodox» «Неортодоксальный»       | Дэвид Платт          | Джош Сингер           | 15 января 2008   | 12,2                |
| Десятилетний мальчик подвергался систематическим изнасилованиям со стороны четырнадцатилетнего школьника. Когда дело доходит до суда, в спецкорпус обращаются ещё три ребёнка, которых изнасиловал этот подросток. |            |                                       |                      |                       |                  |                     |
| 197 | 14         | «Inconceivable» «Непостижимое»        | Крис Залла           | Дон Денун             | 22 января 2008   | 13,0                |
| Из медицинского центра похищены замороженные эмбрионы. Детективы общаются с людьми, чьи будущие дети были в пробирках. Для многих это последняя возможность стать родителями. |            |                                       |                      |                       |                  |                     |
| 198 | 15         | «Undercover» «Под прикрытием»         | Дэвид Платт          | Марк Гоффман          | 15 апреля 2008   | 13,3                |
| В парке найдена изнасилованная девочка-подросток. Она живёт в приёмной семье, так как её родная мать отбывает срок. Детективы подозревают в изнасиловании одного из охранников, работающих в этой тюрьме. Оливия идет под прикрытием в тюрьму, чтобы выяснить личность преступника. - Приглашенная звезда: Джонни Месснер                                                                                                 |            |                                       |                      |                       |                  |                     |
| 199 | 16         | «Closet» «Чулан»                      | Питер Лето           | Кен Сторер            | 22 апреля 2008   | 11,6                |
| Молодой инвестор найден мертвым в своей квартире. Детективы выясняют, что он был геем, а его бойфренд — очень известный спортсмен. Когда сексуальная ориентация спортсмена становится достоянием общественности, начинается внутреннее расследование, и Оливию отстраняют от дела. - Приглашенные звезды: Билл Пуллман и Рик Хоффман                                                                                      |            |                                       |                      |                       |                  |                     |
| 200 | 17         | «Authority» «Власть»                  | Дэвид Платт          | Нил Бэр и Аманда Грин | 29 апреля 2008   | 12,3                |
| Детективы ищут того, кто выдавая себя за полицейского, даёт указания людям делать незаконные вещи. Однако никакой сексуальной подоплеки в его действиях нет — он хочет бросить вызов системе. - Приглашенная звезда: Робин Уильямс |            |                                       |                      |                       |                  |                     |
| 201 | 18         | «Trade» «Сделка»                      | Питер Лето           | Джонатан Грин         | 6 мая 2008       | 10,5                |
| Молодая женщина, невеста богатого наследника кофейной империи, найдена мертвой в своей сгоревшей квартире. Под подозрение попадает не только её жених, но и его отец. - Приглашенные звезды: Мэттью Дэвис и Стивен Коллинз |            |                                       |                      |                       |                  |                     |
| 202 | 19         | «Cold» «Холод»                        | Дэвид Платт          | Джудит Маккрири       | 13 мая 2008      | 11,5                |
| Детективы вызываются на место преступления — убийство копа. Главный подозреваемый — детектив Честер Лейк, напарник Тутуолы. Раненный дважды, он сбегает из больницы. - Приглашенные звезды: Джудит Лайт и Дирдри Лавджой |            |                                       |                      |                       |                  |                     |